# 畢師鐸
畢師鐸（9世纪—888年3月2日），唐末将领，原是王仙芝、黃巢农民变军的大將，后投降唐朝。887年，他反叛淮南节度使高骈，导致一度富庶的淮南陷入战火，沦为废墟。

## 生平

### 早期生平
毕师铎生年不详。他是冤句人，即黄巢的同乡。

### 叛唐
王仙芝起兵反唐后，毕师铎加入，助其攻陷曹、郓、荆、襄各州。他善骑射，被手下号为“鹞子”。乾符四年（878年）王仙芝死后，他加入黄巢军。乾符五年（879年），镇海军节度使高駢派大將張璘、梁纘等人，分道出擊黃巢，屡败之，畢師鐸、同乡副将郑汉章、秦彦、李罕之、许勍等骁将数十人投降高駢，黄巢逃奔岭南。

### 效力高骈
毕师铎与梁缵都对黄巢作战有功，很被高骈厚待。同年高骈调任为淮南节度使，毕师铎亦追随，为淮南大将。黄巢在作战中杀死张璘，发兵北上，逼近淮南治所扬州。毕师铎指出黄巢意在进军中原，建议高骈阻截。高骈骇然，说毕师铎说得对，准备出兵。但高駢重用的術士呂用之担心毕师铎立功后夺取自己的权力，就以“功高不赏”劝阻高骈。高骈也因张璘败亡而沮丧，最终握兵自守，坐视黄巢进军洛阳、长安两京。

### 反叛高骈
毕师铎官至淮南左廂都知兵馬使。吕用之專權，旧将俞公楚、姚归礼等為其陷害被誅，诸将因此都害怕被杀。師鐸原是黃巢降將，自危不安。畢師鐸有一妾侍，甚為美豔，呂用之要求面見，畢師鐸婉言相拒。一日，呂用之趁畢師鐸外出，闖入畢府见了其妾，畢師鐸敢怒不敢言，逐出爱妾，爱妾遂为吕用之所夺。毕师铎为儿子娶高邮镇遏使张神剑（本名张雄，区别于下文提到的同时期军阀张雄）的女儿，秘密与张神剑结盟。
光啟三年（887年）三月，高駢得知自立为帝的奉国军节度使秦宗權將侵略淮南，遣畢師鐸率百騎屯兵高郵。宣武军节度使朱全忠正在攻打秦宗权，高骈担心秦宗权的军队来袭，派畢师鐸率兵越过都梁山，毕师铎没看到敌军，回师了。吕用之厚待毕师铎，他反而生疑，以为吕用之要策动他的部下图谋他。毕师铎的母亲在扬州，也害怕，带信给毕师铎，要他赶紧逃跑，不必顾念老母和年幼的儿子。毕师铎与张神剑商议，张神剑认为吕用之无此心，毕师铎愈发猜疑，不知所措。但高骈的儿子也希望毕师铎联合诸将揭发吕用之，便骗毕师铎说吕用之数次向高骈进谗言，且已经给张神剑写密信要合谋害他。吕用之知道毕师铎与张神剑合谋，请求召回他。毕师铎手下诸将建议他杀了张神剑，兼并其军队，驱赶市民一同作乱，还有人劝他投奔徐州。毕师铎以不能像吕用之一样累及百姓为由拒绝，说自己的同乡也是原副将淮宁军使郑汉章素来与自己交好，兵精士强，早就怨恨吕用之，联络他，他必然大喜，则事可成。众人觉得对。毕师铎乘夜率百骑秘密拜访郑汉章，郑汉章率麾下出迎，听了毕师铎的计划，果然大喜，留其妻守淮口，调发全部镇兵、驱赶亡命徒、居民共千余人随毕师铎到高邮，诘问张神剑。因为并无密信，张神剑否认，但也同意起兵。
四月，众将歃血为盟，推毕师铎为盟主、大丞相，声言讨伐吕用之及其党羽张守一、诸葛殷，署其卒长唐宏、王朗、骆玄真、倪详、逯本、赵简等分领其卒三千人，反攻揚州。以郑汉章为行营副使，张神剑为都指挥使。张神剑担心毕师铎未必成功，以声援和供给粮饷为由请求率部留守高邮，毕师铎不悦。郑汉章也猜忌张神剑，担心他以后不愿居于自己之下，说：“张尚书说的也对，如果始终同心，事成之日，子女玉帛与他共享，今日岂可违逆他！”毕师铎同意了，与郑汉章在高邮起兵，扎营于大明寺，扬州大惊。吕用之屡次出战，军队强悍，毕师铎退兵自守，吕用之得以守备，对高骈推说已经处置得当，如果毕师铎不听话，用玄女画符也可以稳定局势。毕师铎见攻城无果，很害怕，求援于宣歙观察使秦彦，许诺事成后迎接他代替高骈接任淮南节度使。
高骈责问吕用之，命他遣大将带着书信告谕毕师铎令其罢兵。吕用之担心诸将不为自己所用，让党羽许戡带书信前去。毕师铎本以为高骈令宿将来劳军，可以口述吕用之的罪行。许戡到后，毕师铎大怒：“梁缵、韩问在哪？派你这样的秽物来！”就斩了他。毕师铎屯兵扬子，拆百姓的茅屋制作攻城器具，在城南建立高楼看城中，吕用之担心，招募壮士毁楼，货郎马珣应募，夜间独自仗剑袭毕师铎营，因功被吕用之厚赏、迁十余级。扬州城中高骈与吕用之反目，署侄子高杰为都牢城使，带兵护卫子城自守，命毕师铎的母亲写信，遣大将古锷带着毕师铎的幼子出城告谕。毕师铎命幼子返回，说：“不敢辜负令公恩德，我是为淮南铲除凶人，若令公白天处决吕用之和张守一，我晚上就退回高邮。愿意以妻儿为人质。”高骈担心吕用之杀毕师铎家属，将毕师铎家属保护在自己的使院。秦彦派牙将秦稠率三千军助战。毕师铎门客毕慕颜从城中出来说：“人心已离，吕用之忧窘，不数日一定能破之！”毕师铎高兴。秦稠军到，毕师铎一方兵威渐振。
宣州军攻打扬州南门不克，又攻罗城东南隅，数次几乎攻陷。罗城西南隅守军烧毁战栅响应毕师铎，守将张全乃战死，毕师铎毁罗城，将军队带入。吕用之率一千人在三桥北与他交战，毕师铎即将战败。但这时高杰出兵，想擒住吕用之交给毕师铎，吕用之的左莫邪兵也叛变断其后路，吕用之于是出奔。毕师铎入城后纵兵纵火大掠，高骈被迫下令撤去守备，换了衣服与他在延和阁相见，如宾主之仪，任他为节度副使、行军司马，承制加左仆射，他也自去大丞相之号。左莫邪都虞候申及对高骈说：“师铎逆党不多，各门尚未有人把守，请令公选元从三十人，趁夜从教场门出走，等毕师铎察觉也来不及了。然后发诸镇兵回来夺取府城，这样就转祸为福了。若一二日间局势稳定下来，就艰难了，我申及也不得在左右了。”申及说着就哭了，高骈犹豫不听。申及担心言语泄露，就逃走了。
毕师铎果然分兵把守各门，搜捕吕用之亲党数十人，全部诛杀。军人请求活吃贪官知扬州院兼榷籴使吴尧卿，毕师铎不许，夜间令他换衣服逃走，他后来为仇人所杀。
毕师铎入居使院，秦稠以宣州军一千人分守使宅及各仓库。高骈发牒文请求解职，以毕师铎兼判府事。毕师铎遣孙约到宣城，催促秦彦入主。有人劝说他：吕用之已沦为叛将，只要发檄文即可擒获，不可将淮南交付秦彦，且秦稠入城后先守仓库，已表明有疑心，如秦彦入主，毕师铎将失去权力，庐州刺史杨行密及寿州刺史张翱都不会心服，杨行密一定会来攻，那时战乱纷起，生灵涂炭，毕师铎自己也未必能善终，不如继续尊奉高骈，并派人阻止秦彦，如果感激，可以用金玉报答。秦彦见状一定不敢来，这样毕师铎即使被秦彦谴责背负约定，也仍然是高骈的忠臣，兵权在手，也就掌握了军镇的实权。毕师铎很不赞同，告诉郑汉章，郑汉章说这人是智士并寻访，但这人惧祸不敢出现。毕师铎迁高駢一家于南第，由甲士百人护卫，其实是软禁。毕师铎于府厅办事，没有兵权的官吏都如前，又迁高骈于东第。扬州城破后，军队昼夜不停劫掠，毕师铎这才以先锋使唐宏为静街使以禁止。吕用之出奔后，其党羽郑杞首先投靠毕师铎，毕师铎署郑杞知海陵监事。郑杞到海陵，秘密记录海陵镇遏使高霸罪过，告诉毕师铎。高霸缴获他的信，将他杀死。高骈秘密给看守送金子，毕师铎知道后，又将高骈迎入道院，收捕高氏子弟甥侄十余人一同幽禁，增兵看守。高骈还泰然自若，以为毕师铎将再次推立自己。毕师铎犹豫未决之间，秦彦已经到了扬州，被推为节度使后，仍以毕师铎为行军司马，但将他迁出牙城。毕师铎怏怏不乐。

### 败亡
吕用之先前以高骈名义发牒文召杨行密率部前来揚州護主，杨行密的谋士袁袭说：“高公昏惑，用之奸邪，师铎悖逆，种种恶行都聚在一起了，却向我们请求援兵，这是天要把淮南给明公。赶紧去吧。”杨行密于是起兵，并借兵于和州刺史孙端，合兵数千人前往，五月，吕用之、张守一也引兵来投。张神剑向毕师铎索要财货，毕师铎说要等秦彦到后的命令，于是张神剑也叛离与杨行密联合。高霸等人也率军加入杨行密，杨行密的军队达到一万七千人，围攻扬州，也屯兵大明寺。
六月，秦彦遣毕师铎、秦稠率军八千出城攻击杨行密。秦稠败死，士卒死者十之七八。城中缺粮，樵采路绝。八月，秦彦尽出城中兵一万二千人，遣毕师铎、郑汉章率领，以郑汉章为前锋，唐宏次之，骆玄真、樊约又次之，毕师铎、王朗以骑兵为左右翼，列阵于城西，绵延数里，军势甚盛，攻陷杨行密一个营寨。杨行密牙将李宗礼以为自己寡不敌众，建议坚壁自守、缓缓班师，被杨行密另一部将李涛反驳。李涛称杨行密以顺讨逆，大军已经到此，班师无门，愿率所部为前锋破敌。扬州军列阵很久，杨行密才出战，将金帛、大麦、米堆积在一个寨，让羸弱士兵把守，于其旁多伏精兵。杨行密亲率十余人冲阵，才交兵就诈败而逃，扬州军追杀进入空寨，因为饥饿，争着夺取金帛、大麦、米，伏兵四起，扬州军乱，杨行密纵兵击之，俘斩殆尽，积尸十里，沟渎皆满，骆玄真战死，毕师铎、郑汉章仅单骑逃脱。从此秦彦不复出战。毕师铎一向倚仗骆玄真骁勇果敢能拒敌，也为其死而沮丧多日，不复商议出战。九月，秦彦、毕师铎因出兵屡败，怀疑高骈行厌胜之术，又因围城窘迫，担心高骈党羽为内应。比丘尼王奉仙自称能通神，秦彦、毕师铎信任她，赏罚轻重皆取决于她。她对毕师铎说：“扬府有灾，当有大人物死，从此转好。”秦彦觉得高骈就是大人物，就命毕师铎率兵攻道院，杀高骈及其子弟甥侄。
十月，揚州被圍已半年，秦彦、毕师铎大小数十战多不利，一斗米卖到五十缗钱，草木都被吃完，百姓用黏土做饼吃，大半饿死。宣州军抓人卖人肉。秦彦、毕师铎皱眉蹙额，却无计可施，随着围城窘境加剧，心怀忧愤，相对抱膝，终日无言。秦彦派毕师铎带着很多宝物和钱财利诱前苏州刺史张雄，张雄屯兵东塘，但没有助其作战，甚至反过来帮杨行密。杨行密因围城太久，也想撤军，但吕用之部将张审威（一作张审晟）率麾下三百人开西门放其入城，守军不战而溃。秦彦、毕师铎问计于王奉仙，她说：「走為上策。」於是師鐸率全家與秦彥从开化门突围，去东塘投奔张雄，人们争相出城，践踏死了很多人，壕堑几乎填满，王朗摔死。张雄拒绝接纳他们。杨行密合兵一万五千人入扬州，以梁缵不忠于高骈而为秦、毕所用为由，斩于戟门之外。另一老将韩问闻讯，投井自杀。击破秦、毕之战，杨行密将朱延寿、李神福功居多，陈知新、刘威、金牛镇将台濛、马军副指挥使李遇、刘存、刘信也有功，朱延寿因摧坚陷阵受赏，刘威得表领窦州刺史。
十一月，秦彦、毕师铎与唐宏、倪详焚毁白砂，想渡江回宣州，其部众还有二千余人。秦宗权的弟弟秦宗衡正在出兵淮南，招他们合兵。杨行密闭城不敢出。
秦宗权因即将败亡，召回秦宗衡。秦宗衡大将孫儒不肯，杀秦宗衡，夺军权。孙儒因缺粮，与秦彦、毕师铎合力袭破高邮，张神剑逃奔扬州，被杨行密所杀。秦彦、毕师铎引孙儒三万军队围扬州西门，杨行密求救于朱全忠，朱全忠发兵以为声援。孙儒见不能攻克扬州，宣武军又来了，担心秦彦、毕师铎怀有异心，逐渐夺取了他们的军队。光启四年（888年）正月，裨将唐宏知道孙儒必杀秦彦，为了免死，诬告秦彦、毕师铎勾结朱全忠，孙儒大惊，次日在高邮之南召秦彦、毕师铎、郑汉章来军中。秦彦、毕师铎先到，被壮士抓到孙儒处，孙儒责秦彦之罪，斩杀，又要斩杀毕师铎。毕师铎呼喊道：“大丈夫成则王，败则虏，君何必多责？我曾统领数万兵，不死常人手，死在公的剑下，瞑目了！”孙儒骂道：“庸贼想污了我的手吗！”下令斩杀。并杀郑汉章，兼并他们的军队继续攻打杨行密；厚赐唐宏，自任淮南节度使，又归顺朱全忠，送上秦宗衡、秦彦、毕师铎的首级，由朱全忠报知朝廷。唐昭宗授孙儒检校司空、朱全忠为招讨副使。
直到景福元年（892年）七月，淮南战事才以杨行密败杀孙儒告终。先前扬州富庶甲天下，时人称扬一、益二，但经过秦、毕、孙、杨之间的交战，江淮东西千里都沦为废墟。